# 中野直之
中野 直之（なかの なおゆき）は、戦国時代から江戸時代初期にかけての武将。徳川家康の重臣・井伊直政の家臣。

## 概要
井伊氏の分家筋にあたる中野家に生まれる。父・直由は井伊直盛から井伊氏の名代として井伊谷を任されたほどの有力者だった。また、自身の妻が直盛の養嗣子・井伊直親の妻の姉妹であり、井伊本家に近い存在だった。直由は永禄7年（1564年）あるいは永禄8年（1565年）、井伊氏が属していた今川氏真に背いた曳馬城攻撃の際に戦死した。
直之もまた井伊氏に従う。徳川家家臣・松下清景の養子となっていた直親の遺児・虎松（後の井伊直政）が徳川家康に謁見する際、直盛の未亡人・祐椿尼の命令で家臣として随行。井伊谷を出て浜松城に入っている。
慶長10年（1605年）6月14日死去。
長男・浄徹は出家していたが、還俗して三信（三孝）と名乗り家督を継ぐ。慶長19年（1614年）と翌20年（1615年）に起こった大坂冬の陣・夏の陣では、彦根城の城代を務めている。中野家は直政の次男・直孝の直系である宗家・井伊掃部頭家（彦根藩）の家老となっている。
次男は松下清景の養嗣子となり、一定（志摩守）と名乗る。清景の養子・虎松が井伊万千代と改名し、井伊氏を再興したための措置だった。松下家は直政の長男・直勝を初代とする分家・井伊兵部少輔家（安中藩、他）の家老となっている。
三男は元甲斐武田氏家臣の猛将・広瀬景房の養嗣子となり将房（左馬助）と名乗ったが、慶長20年（1615年）の大坂夏の陣において天王寺口にて戦死した。

## 登場する作品
- おんな城主 直虎‐NHK、平成29年（2017年）、演：矢本悠馬